# Pinesdale
Pinesdale est une municipalité américaine située dans le comté de Ravalli au Montana.
En 1960, Rulon C. Allred, chef d'une communauté fondamentaliste mormone et polygame (Apostolic United Brethren), fonde Pinesdale aux pieds des monts Bitterroot. Pinesdale devient une municipalité en 1983 et accueille aujourd'hui encore cette secte mormone.
Selon le recensement de 2010, sa population est de 917 habitants. La municipalité s'étend sur 1,30 milles carrés (3,37 km2).